# Geschichte der Wasserwirtschaft in Mecklenburg-Vorpommern
In diesem Artikel soll ein Überblick über die Geschichte der Wasserwirtschaft in Mecklenburg-Vorpommern gegeben werden, wobei vor 1945 Mecklenburg und der westliche Teil Pommerns betrachtet werden. Allgemeine Grundlagen werden unter Geschichte der Wassernutzung sowie im Artikel Wasserwirtschaft dargestellt.

## Entstehung des Gewässersystems von Mecklenburg-Vorpommern
Während der letzten Eiszeit, der sogenannten Weichseleiszeit, drangen die skandinavischen Gletscher über die Ostsee bis nach Mecklenburg-Vorpommern vor. Das Schmelzwasser der Gletscher konnte jedoch aufgrund des Anstiegs des Reliefs in Richtung Süden nicht nach Süden abfließen, sondern floss parallel zum jeweiligen Eisrand nach Nordwesten in Richtung Nordsee. Dadurch bildeten sich Urstromtäler wie das Mecklenburgisch-Vorpommersche Grenztal oder das Elbe-Urstromtal heraus. Möglicherweise handelt es sich auch beim heutigen Strelasund um ein ehemaliges Urstromtal. Ebenfalls aufgrund der vorherrschenden Geländeneigung bildete sich im Bereich der heutigen Ueckermünder Heide der Haffstausee heraus, dessen Wasser erst mit Ende der Eiszeit über die Urstromtäler abfloss. Nach dem Rückgang des Eises konnte das Wasser wieder in Richtung Norden zur Ostsee abfließen, weshalb die heutigen Flüsse nur abschnittsweise den Urstromtälern folgen und dann oft nach Norden in das jeweils nächste Urstromtal fließen.
Im Bereich der Grundmoränen bildeten sich häufig abflusslose Senken heraus, aus denen in den folgenden Jahrhunderten Moore entstanden.

## Frühzeit
Über wasserbauliche Maßnahmen in der Frühzeit kann meist nur spekuliert werden, da kaum Aufzeichnungen darüber angefertigt wurden. Die sumpfigen Niederungen wurden aber aufgrund des guten Schutzes vor Feinden schon früh von Jägern und Sammlern genutzt, wie Erdwerke der Trichterbecherkultur in der Lewitz zeigen. In Mitteleuropa wurde bereits seit der Bronzezeit Torf, seit der Eisenzeit Raseneisenerz zur Verhüttung und als Baumaterial abgebaut. Möglicherweise geschah dies auch auf dem Gebiet des heutigen Mecklenburg-Vorpommerns.

## Mittelalter

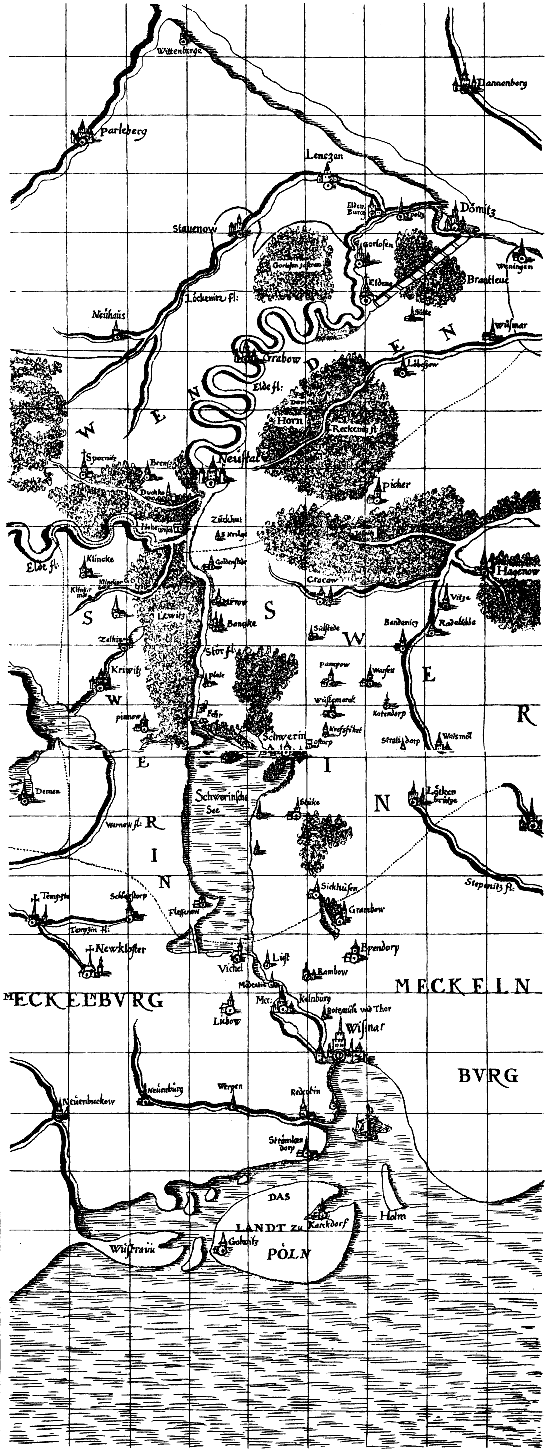
Karte des geplanten Elbe-Ostsee-Kanals, 1576. Der Kanal sollte in Wismar (unten) beginnen und sich über den Schweriner See bis nach Dömitz (oben) zur Mündung in die Elbe erstrecken.

In slawischer Zeit entstanden häufig Siedlungen und Burgen am Ufer von Seen oder in Feuchtgebieten, zu deren Verteidigung oft Wassergräben und Wällen errichtet wurden. Beispiele dafür sind das Heiligtum Rethra oder die Burg Werle. Eine als Freilichtmuseum wiederaufgebaute Slawenburg befindet sich bei Groß Raden.
Auch für den Verlauf der Handelsstraßen waren die großen Flüsse und Feuchtgebiete von Bedeutung, da sie nur an wenigen Stellen gefahrlos überquert werden konnten. Diese waren oft besonders gegen feindliche Angriffe gesichert. Bei der durch das heutige Mecklenburg-Vorpommern führenden „via regia“ von der Elbmündung nach Stettin konnte der genaue Verlauf teilweise nur durch diese Stellen, wie den Recknitzübergang bei Laage, geklärt werden. Auch bei einigen Schlachten in dieser Zeit, wie beispielsweise der Schlacht an der Raxa, spielte die häufige Unpassierbarkeit der Gewässer eine wichtige Rolle.
Nach der Niederlage der Slawen besiedelten deutsche Siedler das Land, ab etwa 1200 auch die Feuchtgebiete wie die Seenplatte. Im Zuge der Besiedlung wurden im 12. und 13. Jahrhundert viele Mühlen mit den dazugehörigen Mühlenwehren und -gräben angelegt, wodurch vielerorts Mühlenteiche entstanden, zum Beispiel der Friedländer oder der Wismarer Mühlenteich. Dies sind die ersten nachweisbaren größeren Wasserbauarbeiten im heutigen Mecklenburg-Vorpommern. Es kam dadurch auch zu Veränderungen im Wasserspiegel vieler größerer Seen, wie der Anhebung des Seespiegels der Müritz um letztendlich etwa zwei Meter. Die Aufstauungen führten häufig zu beschleunigter Moorbildung.
Ebenfalls im 12. oder 13. Jahrhundert begannen eingewanderte holländische Bauern, zum Schutz vor Hochwassern die ersten Deiche entlang der Elbe zu bauen. Der Deichbau erfolgte jahrhundertelang unkoordiniert, indem jeweils der Grundbesitzer oder später die örtlichen Deichgesellschaften nach ihren eigenen Vorstellungen den Deich ausbauten. Erst nach 1945 wurden die einzelnen Deiche zu einem geschlossenen Deichsystem zusammengefasst.
Zur Verteidigung der aufstrebenden Hansestädte entstanden ab etwa 1300 Befestigungsanlagen, zu denen auch teilweise künstlich angelegte Gräben gehörten, wie der Lübecker Landgraben oder die Gräben der Rostocker Stadtbefestigung. Erste Entwässerungsgräben im Peene- und Recknitztal entstanden ebenfalls bereits im Mittelalter. In Rostock entstanden ab 1448 die ersten Vorläufer einer Wasserversorgung: Die zu einer Gesellschaft zusammengeschlossenen Bierbrauer leiteten  Oberflächenwasser von den Teichen südlich von Rostock mithilfe von Gräben und Holzleitungen in die Stadt. Der Abbau von Torf bekam in Mecklenburg-Vorpommern ebenfalls erst im Mittelalter eine gewisse Bedeutung, es blieb aber bei vereinzeltem Abbau ab dem 16. Jahrhundert.

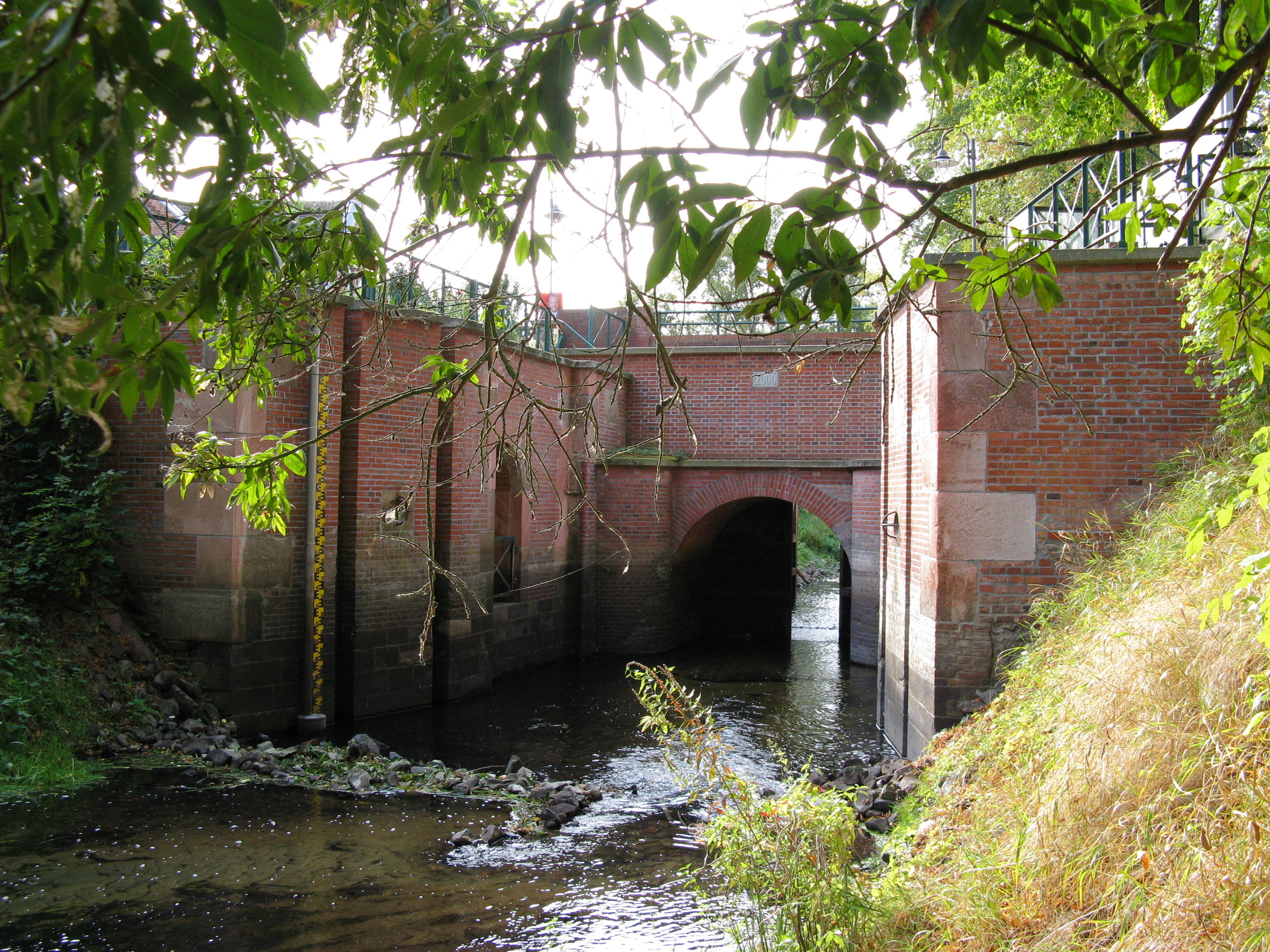
Steinschleuse in Dömitz

Der erste große Kanal in Mecklenburg, der Eldekanal, wurde ab 1568 gebaut. Er wurde notwendig, nachdem Lübeck 1398 über den Stecknitzkanal Anschluss an die Elbe erhalten hatte. Durch diese gegenüber dem Landweg bessere Transportroute geriet Wismar beim wichtigen Salzhandel von Lüneburg gegenüber Lübeck ins Hintertreffen. Wegen Streitigkeiten mit Brandenburg über ein kurzes Teilstück der Elde auf brandenburgischem Gebiet begann der Bau der Wasserstraße erst etwa 200 Jahre später, wobei das brandenburgische Teilstück durch einen Kanal auf mecklenburgischem Gebiet bei Dömitz umgangen wurde. 1572 wurde der Eldekanal mit sechs Holzschleusen und einer Steinschleuse bei Dömitz fertiggestellt. Die Schiffe wurden hauptsächlich durch treideln fortbewegt.
Bereits im Jahre 1531 begann mit dem Kanal von Hohen Viecheln am Schweriner See bis zum Lostener See der Bau des ersten Teils einer geplanten Verbindung zwischen dem Schweriner See und der Wismarer Bucht. Der restliche Teil des Kanals, der Wallensteingraben, wurde jedoch aus Geldmangel nie dauerhaft fertiggestellt.

## Frühe Neuzeit
Im 18. Jahrhundert wurden erstmals große Teile von Mecklenburg-Vorpommern mitsamt der Gräben und Wasserläufe systematisch kartografisch erfasst. Für den damals schwedischen Teil des Landes entstanden von 1692 bis 1709 die Schwedischen Matrikelkarten, für den mecklenburgischen Teil die in den Jahren 1779 bis 1794 von Carl Friedrich von Wiebeking gezeichneten und von Graf von Schmettau herausgegebenen Karten.
Während dieser Zeit wurde der Eldekanal sowie die nach Schwerin führende Stör-Wasserstraße ausgebaut. Auch neue Kanäle entstanden, wie der Torfflößerkanal, der Vorgänger des heutigen Kammerkanals; oder der Ludwigsluster Kanal, der Wasser zum Betreiben der Wasserspiele im Park des Ludwigsluster Schlosses heranschaffen sollte.
In der Lewitz und im Recknitztal wurde Raseneisenerz zur Eisenherstellung und als Baumaterial ab dem 16. Jahrhundert abgebaut. Auch verstärkte Melioration in den Feuchtgebieten begann etwa zu dieser Zeit: In der Lewitz ab dem 16. Jahrhundert, in vielen anderen Gebieten wie der Friedländer Großen Wiese und dem Recknitztal circa zwei Jahrhunderte später. Diese ersten Entwässerungsversuche waren aber noch unplanmäßig und unzusammenhängend.
Nachdem die Stadt Wismar 1675 von den Dänen eingenommen wurde, weil sie die in die Stadt führenden Wasserleitungen gekappt hatten, wurde 1685 ein Wehrturm der Stadtbefestigung zum Alten Wasserturm umgebaut, somit wahrscheinlich der älteste Wasserturm in Mecklenburg-Vorpommern. Während der Belagerung von Wismar (1715) wurde der Turm auch als Wasserturm benutzt.
Die ersten erhaltenen Pegelmarken in Mecklenburg-Vorpommern stammen von der Sturmhochwasser 1625 und befinden sich unter anderem am Mönchentor in Rostock. In Lübeck stand der inzwischen abgerissene Beckergrubenturm, an den bei jeder Sturmflut seit 1625 neue Hochwassermarken angebracht wurden.

## Industrialisierung bis Erster Weltkrieg

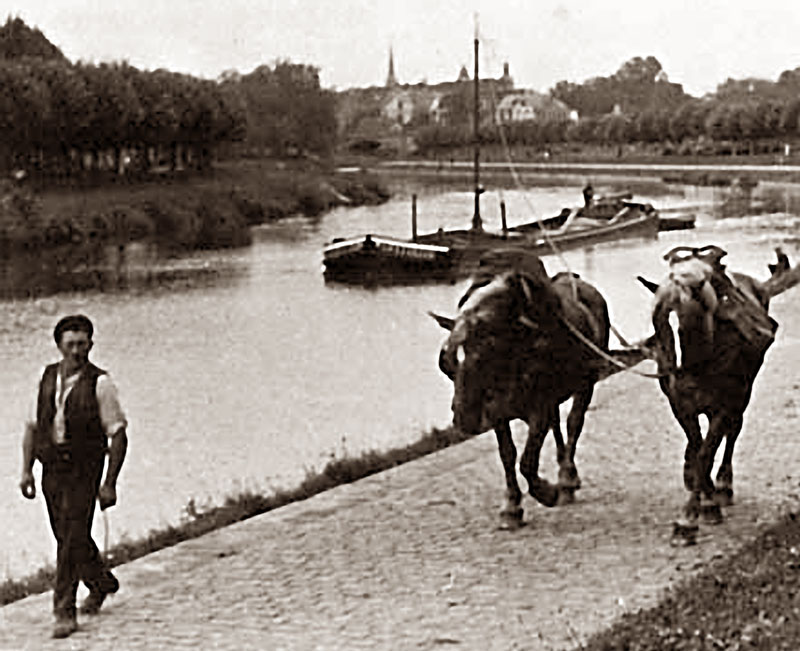
Treideln mit Zugtieren am Finowkanal in Brandenburg, um 1885

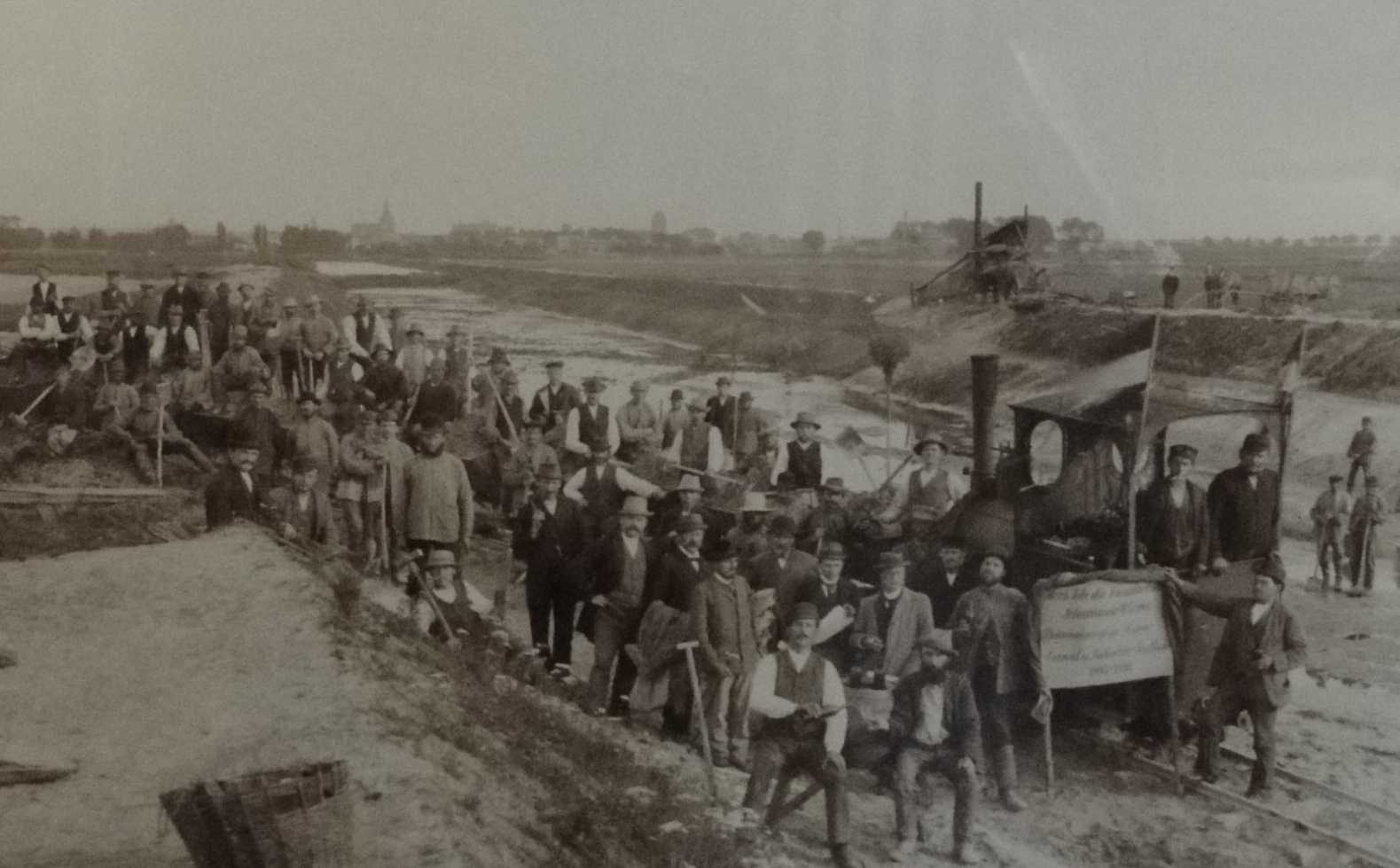
Bau des Bützow-Güstrow-Kanals 1895/96

Im Zuge der Industrialisierung musste auch in Mecklenburg-Vorpommern das Transportnetz ausgebaut werden, was damals vor allem den Aus- und Neubau von Kanälen bedeutete. Der Eldekanal wurde durch den Bau des Friedrich-Franz-Kanals in der Lewitz, Vertiefungen und Schleusenerneuerungen bis 1873 abermals ausgebaut und durch den Ausbau der Verbindungen zwischen den Seen zur Müritz-Elde-Wasserstraße. Zwischen 1832 und 1837 entstand durch den Bau des Bolter Kanals dann eine schiffbare Verbindung zwischen der Müritz und Berlin.
Der Plan zum Bau einer Verbindung zwischen Rostock und der Seenplatte über die Warnow und die Nebel, der seit 1825 ständig diskutiert wurde, wurde aus Geldmangel nur zwischen Bützow und Güstrow (Bützow-Güstrow-Kanal) realisiert. Eine Verbindung zwischen Rostock und Ribnitz und damit an Peene und Oder war ebenfalls erstmals 1862 im Gespräch. Dieses Vorhaben wäre wesentlich günstiger gewesen, wurde aber dennoch nicht durchgeführt. Viele der mecklenburgischen Kanäle wie der Dahmer Kanal wurden während des 19. Jahrhunderts gebaut. Der Kanalbau führte häufig zu Veränderungen der Wasserspiegel benachbarter Seen. Beispielsweise sank der Wasserspiegel der Müritz im Zuge der Kanalbauten um etwa zwei Meter ab.
Während des 17. Jahrhunderts entstanden zum Schutz vor Hochwassern der Ostsee einige Deiche an der Küste; so wurde der Ort Zingst auf der damaligen Insel Zingst, nachdem um 1800 mit der Dünenpflege und dem Deichbau begonnen wurde, 1873 komplett eingedeicht. Schon 1848 entstanden auf Rügen die ersten deutschen Buhnen an der Ostsee.
Die Überwachung der Pegelstände an der deutschen Ostseeküste begann erst relativ spät; in Wismar im Jahre 1848, in Warnemünde 1855. Zwanzig Jahre später fand die größte belegte Sturmflut an der deutschen Ostseeküste statt, das sogenannte Ostseesturmhochwasser, das unter anderem zur Versandung des Prerower Stroms führte, der zwei Jahre später dann endgültig zugeschüttet wurde. Viele Deiche wurden nach dem Sturmhochwasser neu erbaut bzw. verstärkt.
Ab dem Jahr 1876 bis Anfang des 20. Jahrhunderts fand eine neue kartografische Landesaufnahme statt, die Messtischblätter Tk25.
Im Zuge des steigenden Brennstoffbedarfs und der zunehmenden Rodung der Wälder begann ab 1750 der Torfabbau in großem Stil. Es entstanden die großen Torfstiche im Peenetal und in vielen anderen Mooren, wie dem Göldenitzer Moor oder am Nordufer des Plauer Sees, wodurch die Moore zunehmend entwässerten. Mit dem Anschluss weiter Gebiete an das Eisenbahnnetz gewann eingeführte Kohle zunehmend an Bedeutung. Für Kleinbauern und ärmere Leute blieb der billigere Torf aber weiterhin das bevorzugte Heizmaterial. Zusätzlich zu den für den Torfabbau entwässerten Flächen wurden viele weitere Gebiete zu landwirtschaftlichen Zwecken entwässert, unter anderem ein Teil der Lewitz durch den Bau des Brenzer Kanals und die Vertiefung von Elde und Stör sowie ein Teil der Friedländer Großen Wiese mithilfe einer Schmalspurbahn. Im Tal der Recknitz wurde bis Anfang des 18. Jahrhunderts nur ein schmaler Streifen Land am Ufer der Recknitz als Wiese bewirtschaftet, der jedoch in vielen Jahren wegen der Nässe keine Erträge brachte. Ab etwa 1750 begann dort die planmäßige Melioration zunächst mithilfe von Gräben sowie der intensive Torfabbau. Schon damals gab es erste Bestrebungen, einen Teil der Recknitz zu begradigen, um die Schiffbarkeit zu verbessern. Zum Abtransport des Torfs sowie des Salzes aus der Bad Sülzer Saline wurde der Prahmkanal zur Trebel gebaut. Dies führte zu zunehmender Entwässerung und damit zum zeitweisen Trockenfallen der Moore in der Recknitzniederung. In anderen Gegenden wurden oft verschiedene abflusslose Senken durch Gräben oder Rohrleitungen miteinander und letztendlich mit einem Fließgewässer verbunden, also an die Vorflut angeschlossen und damit entwässert.
Um 1900 wurden entlegene und ertragsarme Flächen vor allem in der Lewitz häufig nicht mehr bewirtschaftet. Auf diesen Flächen entstanden daraufhin Karpfenteiche, die teilweise bis heute genutzt werden und oft unter Naturschutz stehen.
Auch in den Bereichen der Trinkwasserversorgung und Abwasserentsorgung gab es während dieser Zeit wichtige Neuerungen: Im Jahr 1867 ging in Rostock das erste Wasserwerk mit zunächst etwa 25 km Rohrnetz in Betrieb, 1903 folgte der erste Wasserturm, 1913 die erste mechanische Kläranlage mit dazugehörigen Abwasserleitungen. Davor wurde das Wasser ungeklärt in die Unterwarnow geleitet. Auch in den anderen Städten im heutigen Mecklenburg-Vorpommern wie in Güstrow begann die öffentliche Wasserversorgung im späten 19. Jahrhundert.

## Weimarer Republik und Drittes Reich
In den 1920er Jahren wurden aufgrund des steigenden Strombedarfs und des Fehlens von Kohlevorkommen die ersten Wasserkraftwerke errichtet, beispielsweise in Neustadt-Glewe, das größte Wasserkraftwerk Mecklenburg-Vorpommerns an der Mildenitz bei Zülow und an den Schleusen der Müritz-Elde-Wasserstraße nach erneutem Ausbau der Elde. Da in Güstrow nur ein geringes Maß an nutzbarer Wasserkraft vorhanden war, wurden die dortigen Mühlenbesitzer gezwungen, ihre Anlagen zu Wasserkraftwerken umzubauen.
Während der Weimarer Republik ging die Melioration der Feuchtgebiete stetig voran. Im Peenetal wurden Anfang der 1930er Jahre bereits Tonröhren für die Hauptentwässerungsgräben und windgetriebene Schöpfwerke zur Entwässerung neu angelegter Polder benutzt. Auch die ersten Hochwasserschutzdeiche an der Peene wurden zu dieser Zeit angelegt.
Während der Zeit des Nationalsozialismus wurden im Rahmen des Reichsarbeitsdienstes weitere Flächen trockengelegt. Um den Zerninsee wurde 1936 ein Ringgraben angelegt, der die Fläche des Sees zur Beweidung nutzbar machen sollte. Auch in der Friedländer Großen Wiese fanden Entwässerungs- und Wegebauarbeiten mithilfe der RAD-Angehörigen statt. Diese Arbeiten sollten die Versorgung der Bevölkerung mit Nahrungsmitteln in Kriegszeiten verbessern und standen somit in Zusammenhang mit den Autarkiebestrebungen des Dritten Reichs.
Zur Verbesserung des Transportwegs in Richtung Berlin wurde 1935/36 der Mirower Kanal als neue Verbindung zwischen Müritz und Havel gebaut. Er ersetzte die alte Verbindung über den Bolter Kanal und die Alte Fahrt.
Während des Kriegs wurde das System aus Entwässerungsgräben vernachlässigt, wodurch es zu Überschwemmungen und teilweiser Wiedervernässung beispielsweise in der Lewitz im Herbst 1946 kam.

## DDR-Zeit

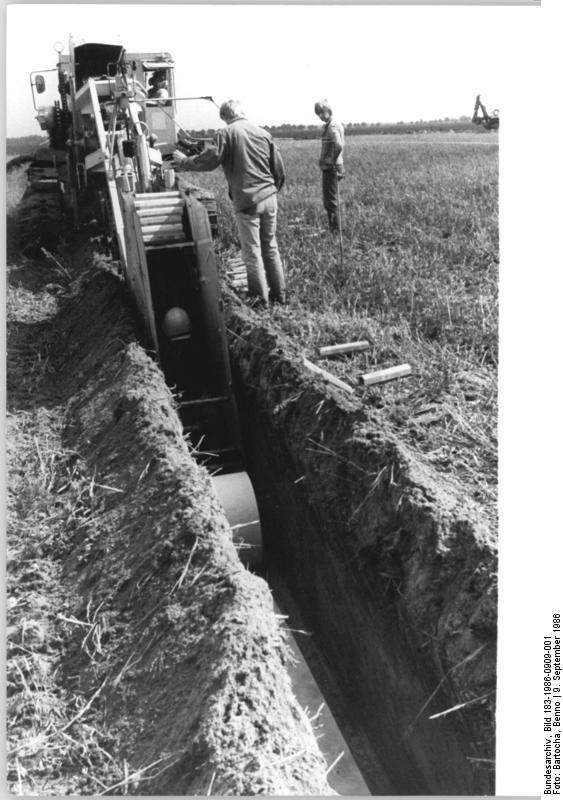
Meliorationsarbeiten bei Ducherow, 1986

Zu DDR-Zeiten erreichten die Entwässerungsbemühungen ihren Höhepunkt. Auch die DDR strebte eine möglichst weitgehende Autarkie an und versuchte daher, jede Fläche, bei der dies irgend möglich war, nutzbar zu machen und deren Ertrag so weit wie möglich zu steigern. Dies geschah im Rahmen der sogenannten Komplexmelioration. Sie umfasste meist die Anlage weniger, dafür aber tiefer Hauptentwässerungsgräben, in die das Wasser durch unterirdische Drainagen geleitet wurde. Durch die somit geringere Anzahl oberirdischer Gräben konnten die Flächen leichter mit Maschinen bewirtschaftet werden. Die Anlage von Schöpfwerken und dazugehörigen Poldern gehörte oft zu den getroffenen Maßnahmen. Diese umfassten nicht nur den Bereich der Wasserwirtschaft, häufig fanden auch Wegebauarbeiten und die Rodung von Gehölzen statt. Der Umbruch des Grünlandes nach den Entwässerungsarbeiten, Neuaussaat und Düngung gehörten ebenfalls zur Komplexmelioration. Auch wurden dabei zum Teil nicht schiffbare Flüsse wie die Recknitz, die von ursprünglich 122 km auf 69 km verkürzt wurde; die Warnow oder die Sude begradigt. Vor allem in flachen Regionen wie der Lewitz oder der Friedländer Großen Wiese war die Entwässerung großflächig möglich und wurde deshalb auch intensiv betrieben, in Endmoränengebieten entstanden oft nur verhältnismäßig wenig zusätzliche Flächen, trotzdem wurden auch dort viele Begradigungen durchgeführt und andere feuchte Stellen entwässert. Die Begradigungen dienten auch dem schnelleren Abfluss des Wassers aus niedrigen Gebieten, also zur Verbesserung des Anschlusses an die Vorflut, sodass bei starken Niederschlägen weniger Flächen überschwemmt wurden. Die ehemaligen Windungen der Flüsse sind aus der Luft beispielsweise an der Nebel oberhalb Güstrows noch deutlich zu sehen. Um den Wasserstand der Flüsse noch besser regulieren zu können, wurden beispielsweise in der Recknitz insgesamt neun Wehre gebaut. Die Arbeiten wurden häufig als Jugendobjekte durchgeführt, beispielsweise in der Lewitz. Dort bestand ein Einsatzlager der FDJ, in dem ab 1960 etwa 80 Jugendliche jeweils vier Wochen eingesetzt wurden. Im Sommer wurden zusätzlich weitere Jugendliche, beispielsweise aus der pädagogischen Hochschule in Güstrow, eingesetzt. Im Zuge der Melioration wurden in der Lewitz auch erste Grundwassermessstellen eingerichtet, um die nun mögliche kontrollierte Veränderung des Grundwasserspiegels voll ausnutzen zu können.
Eine weitere wasserbauliche Maßnahme, die mit der Intensivierung der Landwirtschaft in Verbindung stand, war die Errichtung dreier Talsperren zur Bewässerung von Feldern in den siebziger und Anfang der achtziger Jahre: Der Talsperre Brohm, der Talsperre Farpen sowie des Speichers Faulmühle.
Durch die Komplexmelioration wurde ein großer Teil der Moore entwässert, da der Grundwasserspiegel, von dem die meisten Moore in Mecklenburg-Vorpommern abhängig sind, um teilweise mehr als einen Meter absank. Beispielsweise sind im Serrahner Teil des Müritz-Nationalparks nur noch 70 von ehemals 470 Hektar Moor nicht entwässert. Allerdings war natürlich auch eine Steigerung der Ernteerträge zu verzeichnen: In der Lewitz stiegen sie zum Beispiel um etwa das zweieinhalbfache an.
Paradoxerweise standen weite Teile der Lewitz bereits vor der Melioration unter Schutz. Die Naturschutzinteressen mussten sich allerdings den landwirtschaftlichen Interessen unterwerfen, sodass das Naturschutzgebiet kurzerhand in ein Landschaftsschutzgebiet umgewandelt wurde, welches die intensive Landwirtschaft erlaubte. Von privater Seite gab es aber auch schon in der DDR vereinzelt Initiativen zum Schutz der Moore: Etwa wurde das Kieshofer Moor, das schon vorher Naturschutzgebiet gewesen war, ab 1963 in Handarbeit teilweise renaturiert, auch wenn die Arbeit nach 1990 mit dem Einsatz von Maschinen wesentlich schneller voranging.
Abermals wurde an einer schiffbaren Verbindung zwischen der Ostsee und der Seenplatte und damit der Elbe beziehungsweise der Peene gearbeitet. Es entstanden verschiedene Pläne, wie der Bau eines Kanals von der Warnow in die Elde oder von der Warnow über die Nebel und den Krakower See in den Plauer See, wofür im Nebel-Durchbruchstal eine Staumauer angelegt werden sollte. Letztendlich wurde nur der Bau einer Verbindung zwischen dem Rostocker Seehafen und der Peene begonnen, die über die Recknitz und die Trebel führen sollte, dem sogenannten Küstenkanal. Der Bau wurde jedoch bald wieder aufgegeben.
Die Kläranlagen wurden immer wieder entsprechend der wachsenden Bevölkerung erweitert. Oberhalb von Trinkwasserentnahmestellen entstanden erste biologische Kläranlagen, zum Beispiel in Güstrow aufgrund der Trinkwasserentnahme aus der Warnow bei Rostock.

## Seit 1990
Nach der Wende kam es von offizieller Seite zu einer Veränderung der Zielstellung der Wasserwirtschaft auf dem Gebiet der ehemaligen DDR. Nun stand nicht mehr nur die der möglichst schnelle Wasserabfluss, sondern auch die Entwicklung und der Erhalt naturnaher Fließgewässer im Vordergrund. Noch während des politischen Umbruchs wurden im Rahmen des Nationalparkprogramms 14 Großschutzgebiete eingerichtet, wovon sechs ganz oder teilweise in Mecklenburg-Vorpommern liegen, wie der Müritz-Nationalpark oder das Biosphärenreservat Südost-Rügen. Seitdem wurden teilweise Renaturierungsarbeiten in Feuchtgebieten und Mooren durchgeführt, wie beispielsweise in der Lewitz oder im Grenztalmoor. Auch die Begradigung der Flüsse wurde teilweise wieder rückgängig gemacht, so an der Recknitz oder an der mittleren Trebel.

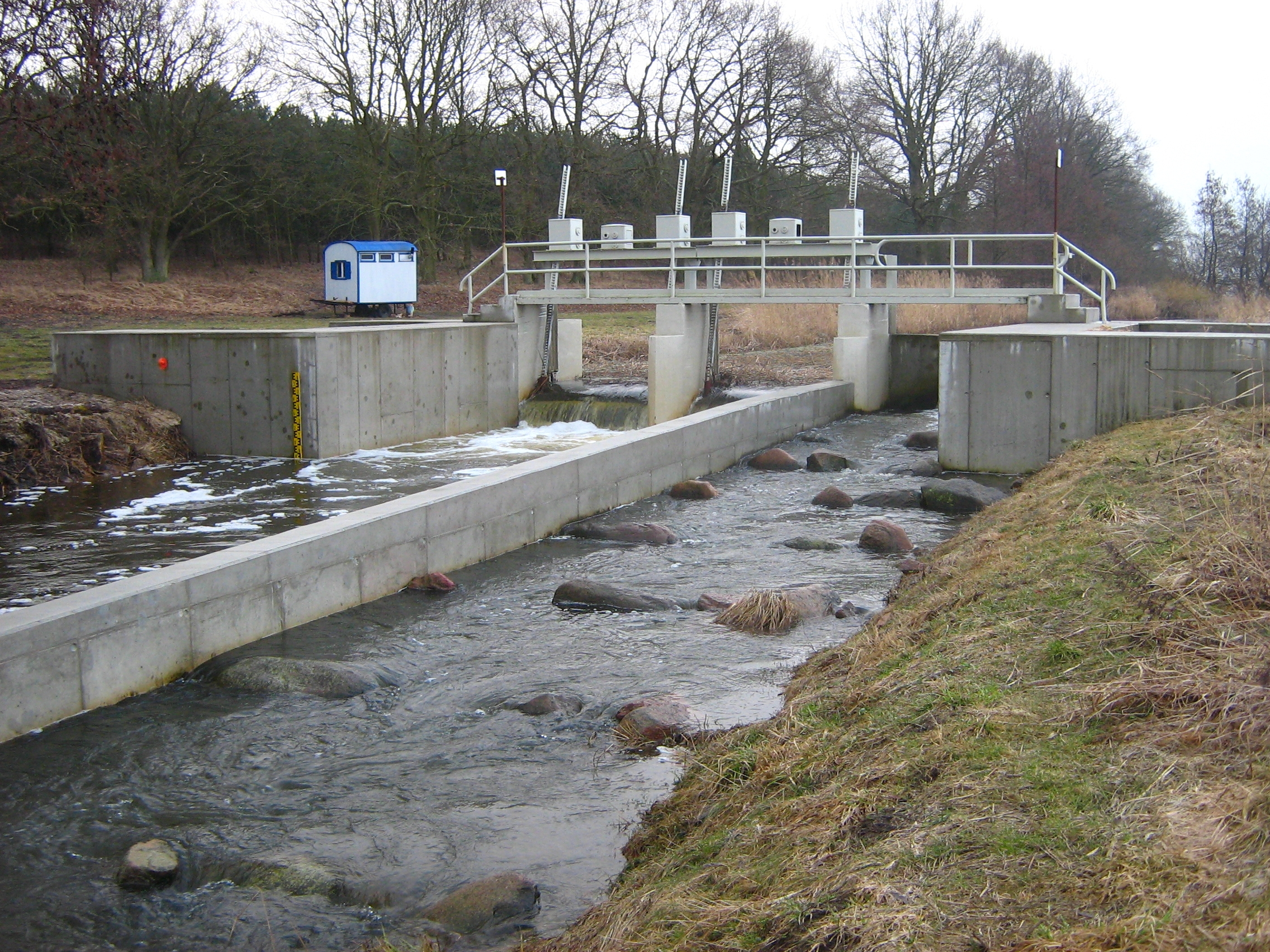
Wehr mit Fischtreppe in der Randow bei Löcknitz

Ein weiteres Ziel neben der Renaturierung von Gewässerabschnitten war die Wiederherstellung der ökologischen Durchgängigkeit der Fließgewässer durch Rück- oder Umbau von Wehren, was beispielsweise an der Randow oder an der Uecker komplett durchgeführt wurde. Viele dieser Projekte wurden als EU-LIFE-Projekte mit Mitteln der EU gefördert.
In diesem Zusammenhang auch zu nennen sind die Naturschutzgroßprojekte in der Boddenlandschaft, dem Peenetal und dem Schaalseegebiet. Im Jahr 2000 veröffentlichte die Europäische Union die sogenannte Wasserrahmenrichtlinie, die die Mitgliedsländer unter anderem dazu verpflichtet, nach Möglichkeit bis 2015 einen guten Zustand ihrer Gewässer zu erreichen. Der „gute Zustand“ ist durch eine Reihe von Parametern festgelegt, die die Struktur, die Ökologie und den chemischen Zustand des Gewässers betreffen und sich jeweils an den natürlich vorkommenden Gewässern orientieren. Zur Umsetzung der Richtlinie wurden Bewirtschaftungsvorplanungen durchgeführt und eine Reihe von Maßnahmen geplant und teilweise bereits durchgeführt, wie die Anschließung von Altarmen und die Renaturierung kleinerer Gewässer. Auch an Seen wurden verschiedene Maßnahmen zur Verbesserung der Wasserqualität durchgeführt, wie die Entschlammung oder die Tiefwasserbelüftung, welche beispielsweise am Schmalen Luzin ab 1996 zum Einsatz kam. Das Hauptziel ist dabei meist die Verringerung des Nährstoffgehalts der Seen.
Trotz dieser Bemühungen wird auch weiterhin auf großen ehemaligen Moor- und Sumpfgebieten wie der Friedländer Großen Wiese intensive Landwirtschaft betrieben.
Seit dem Jahr 1992 werden in Mecklenburg-Vorpommern die Gewässerunterhaltung und andere Maßnahmen an den Gewässern 2. Ordnung von den aufgrund des Gesetzes über die Bildung von Gewässerunterhaltungsverbänden neu gebildeten Wasser- und Bodenverbänden durchgeführt.
Erst in den Jahren nach der Wende wurden flächendeckend biologische Kläranlagen eingeführt. Im Jahr 2000 waren nur noch zwei kleinere Kläranlagen ohne biologische Reinigungsstufe. Teilweise werden auch weitergehende Reinigungsverfahren wie die Phosphorelimination eingesetzt.